# 住所大翔
住所 大翔（じゅうしょ ひろと、2000年1月11日 - ）は、日本の競歩選手。兵庫県姫路市出身。富士通所属。兵庫県立飾磨工業高等学校、順天堂大学スポーツ健康科学部卒業。5000ｍ競歩、10000m競歩の高校記録保持者である。

## 経歴
飾磨工業高校1年から競歩を始めた。高校卒業後は、順天堂大学スポーツ科学部に進学。
高校時代インターハイで２年連続入賞。３年では国体優勝、２月U20競歩大会の10km競歩でも優勝を飾り輝かしい実績を持つ。
大学進学後も、着実に力をつけると2022年７月開催の世界陸上オレゴン大会で８位入賞を果し９月には勢いそのままに、日本学生対校選手権（全日本インカレ）で学生日本一となる。